# Катен ап Гулитиен
Катэн ап Гулидиен (валл. Cathen ap Gwlyddien; 625 или 650—690) — король Диведа (670—690) и Брихейниога (710—720).

## Биография
Генеалогии делают его правителем Диведа, через его отца Гулидиена и правителем Брихейниога, через его мать Кейндрих верх Риваллон, потомком Брихана. Таким образом, вероятно, Катэн правил Диведом и Брихейниогом. Катэн, вероятно, дал своё имя коммоту Катэйниог в Кантреве Маур, что в Истрад-Тиви. Возможно, он также дал своё имя Лланкатэну. Ему наследовал его сын Кадуган.